# Zapadnaïa Litsa (fleuve)
Pour les articles homonymes, voir Zapadnaïa Litsa.
La Zapadnaïa Litsa (en russe : Западная Лица) est un fleuve du nord de la Russie, au nord de la péninsule de Kola, dans l'oblast de Mourmansk. 

## Hydrologie
Son cours mesure 107 km. Il prend sa source sur les pentes du plateau de la Koutchintoundra et se jette dans la mer de Barents, non loin de la base marine du même nom. Il draine un bassin de 1 690 km2. La Zapadnaïa Litsa traverse plusieurs lacs. Son affluent principal est la Liebajka.

## Histoire
Le fleuve marquait pendant la Grande Guerre patriotique la frontière de la ligne de front entre la Wehrmacht et son alliée l'Armée finlandaise à l'ouest et l'Armée rouge qui défendait Mourmansk à l'est. La vallée a reçu pendant la Seconde Guerre mondiale le nom de « vallée de la Mort » (Долина смерти, Dolina smerti), puis de vallée de la Gloire (Долина славы, Dolina slavy) après la guerre, en raison des combats extrêmement féroces qui s'y déroulèrent de l'été 1941 au 30 octobre 1944, date de la défaite germano-finlandaise. Des monuments et des tombes de soldats s'y trouvent.

## Galerie

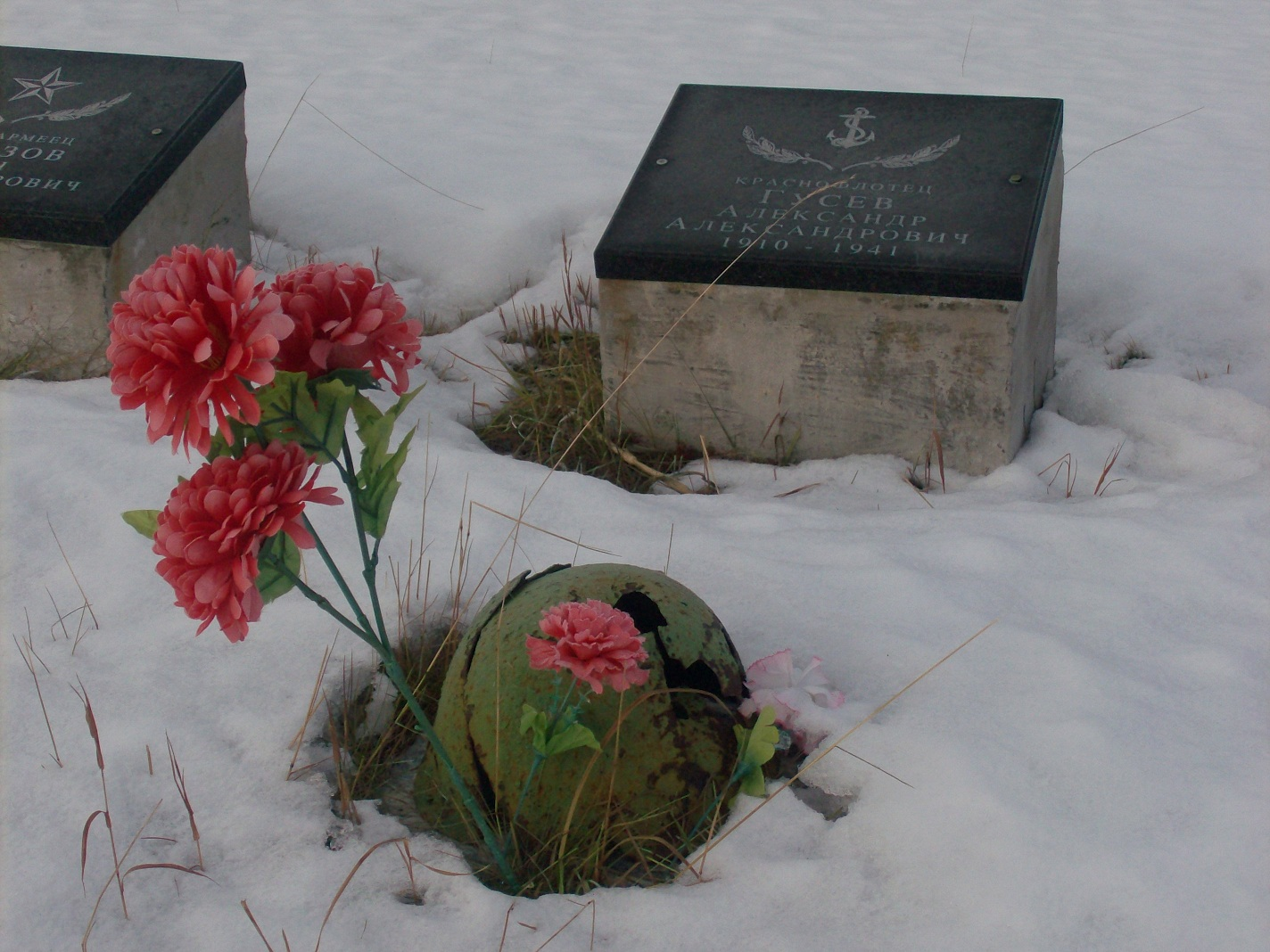
Tombe fleurie avec un casque
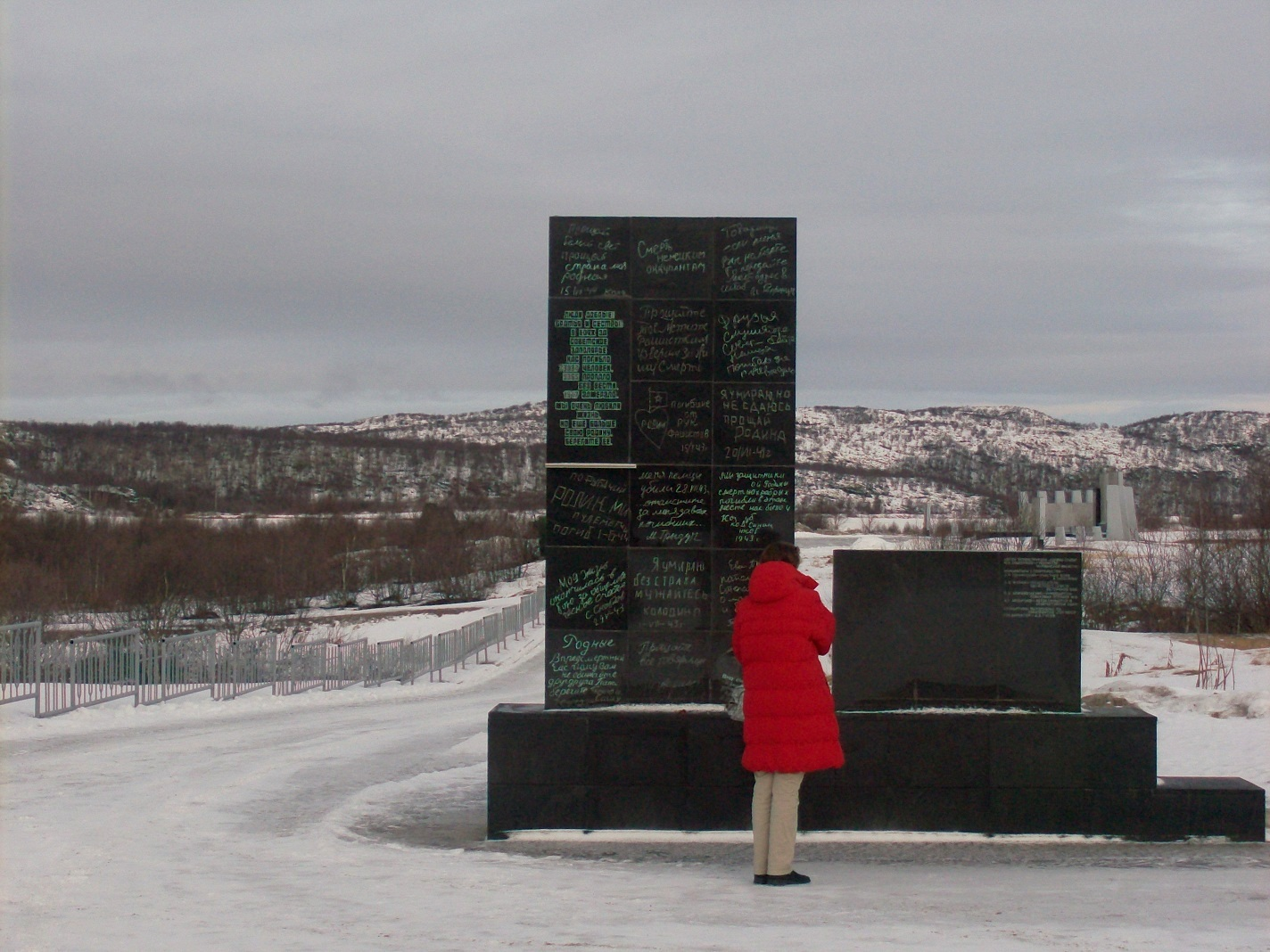
Monument n°1
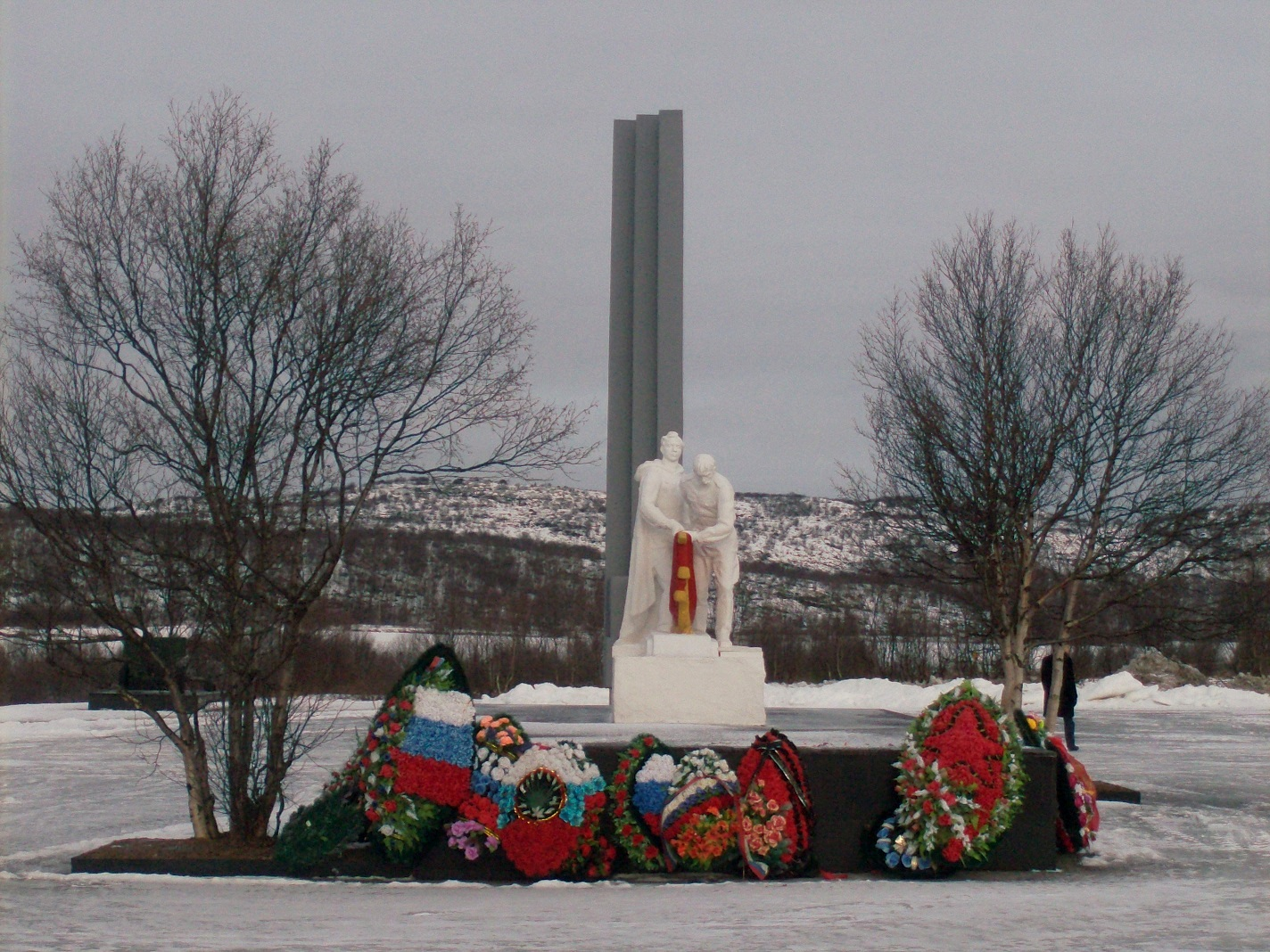
Monument n°2
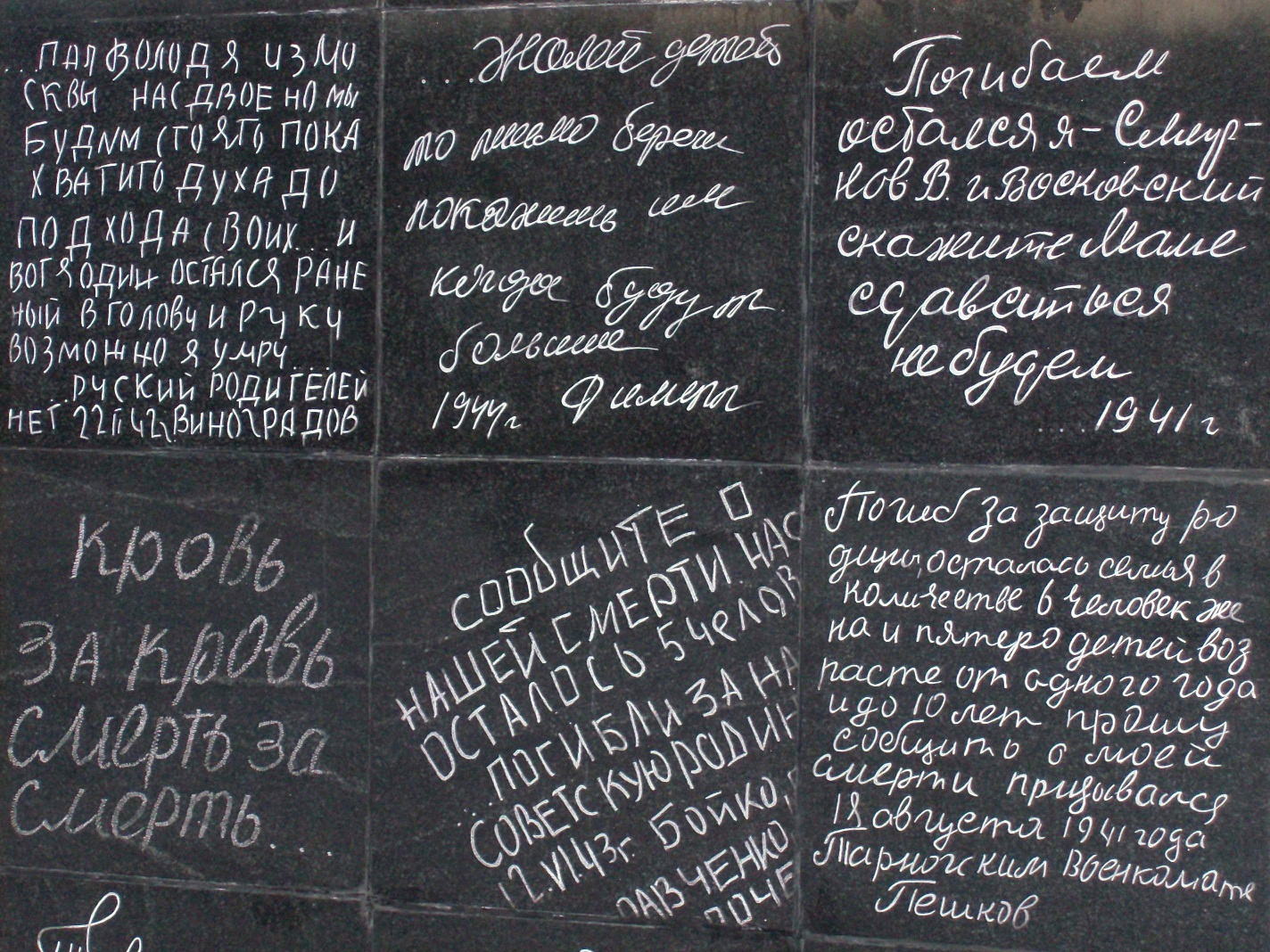
Messages des soldats tombés au champ d'honneur
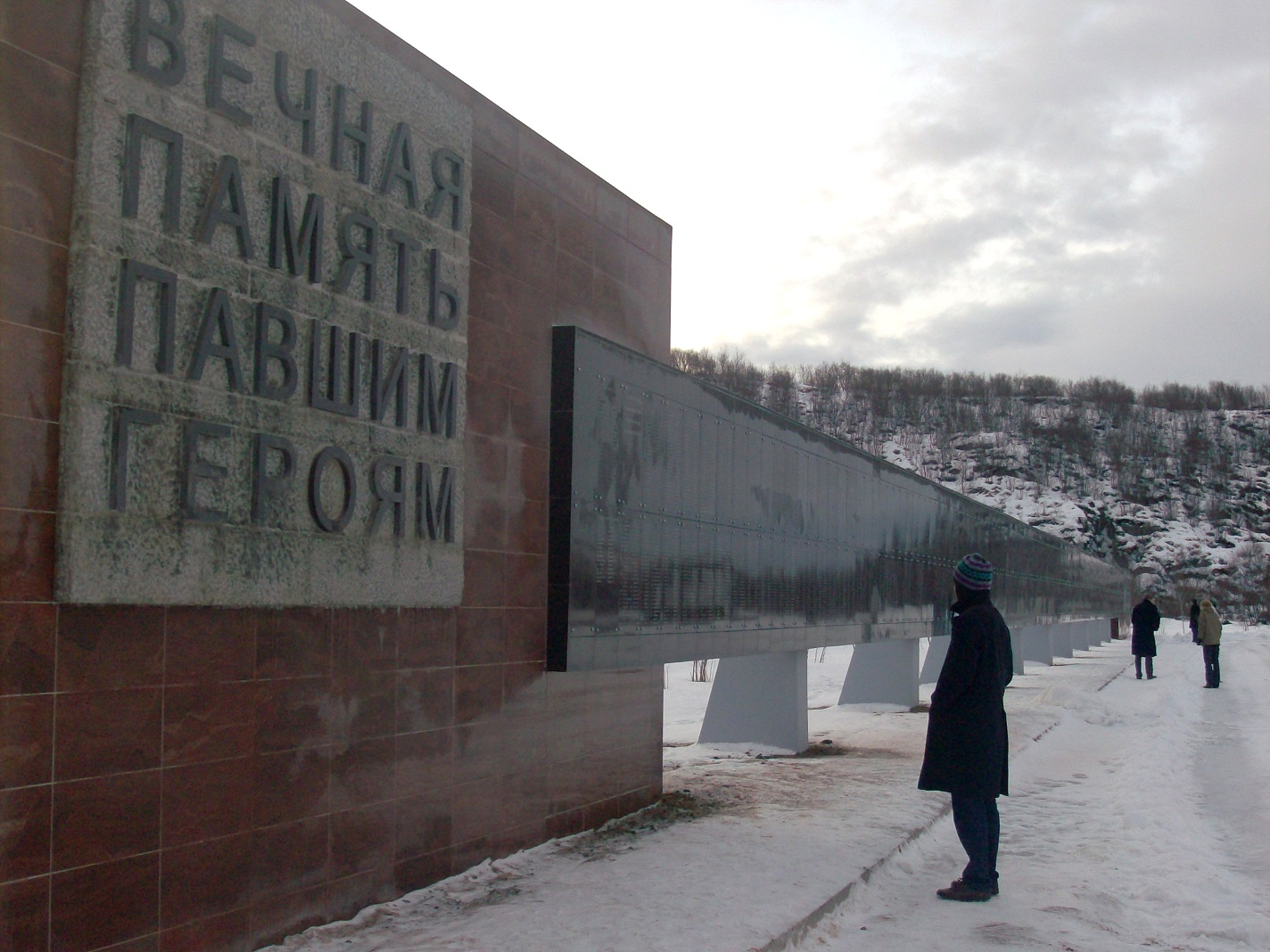
Liste des soldats tués au combat